# Daniel McCallum
Daniel Craig McCallum (Paisley (Schotland), 21 januari 1815 - Rochester (New York), 27 december 1878) was een Amerikaans spoorwegingenieur en managementpionier, die als een van de eersten het organogram in het bedrijfsleven toepaste.

## Biografie

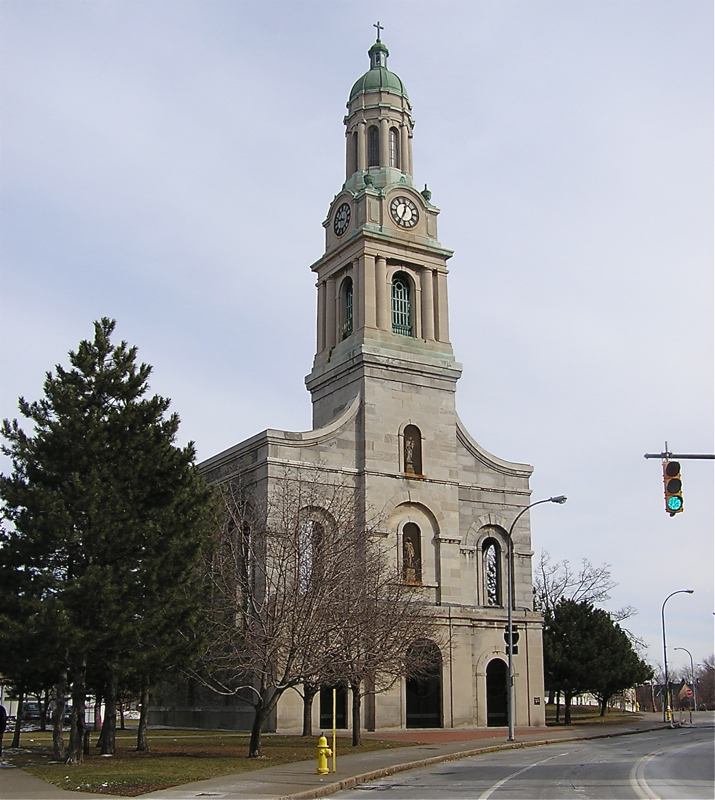
St Josephs Park in Rochester.

McCallum werd geboren in Schotland in 1815 als zoon van een kleermaker. In 1822 emigreerde hij als zevenjarige jongen met zijn familie naar de Verenigde Staten, waar het gezin zich vestigde in Rochester in de staat New York. Hier heeft hij een aantal jaren basisschool gevolgd, waarna hij besloot niet in zijn vaders voetsporen te treden. In plaats daarvan verliet hij school en werd een volleerd timmerman, architect, en bruggenbouwer. Rond 1840 ontwierp hij onder andere de Saint Joseph's kerk in Rochester. Hij trouwde toen ook en ze kregen vijf kinderen.
In 1855 werd hij de algemene hoofdinspecteur van de New York and Erie Railroad. Hij voerde daar een nieuwe organisatiestructuur in, waarmee de effectiviteit van de organisatie aanzienlijk werd verhoogd. Hierbij was hij een van de allereerste, die het organogram gebruikte als een methode om zaken te beheren. Met de nieuwe organisatie werden spoorwegingenieurs verantwoordelijk gesteld voor alle spoorwegongelukken op de lijn, of ze dit nu hadden kunnen voorkomen of niet. Twee incidenten uit 1856 resulteerden ook daadwerkelijk in het ontslag van twee ingenieurs, die echter zelf niet direct betrokken waren. Dit leidde tot een staking van de overige ingenieurs, die McCallum zelf niet opgelost kreeg. In 1857 nam hij hierom ontslag, en keerde terug naar Rochester, waar hij in 1858 de McCallum Bridge Company oprichtte.
In februari 1862 werd hij door Edwin Stanton, de minister van Oorlog tijdens de Amerikaanse Burgeroorlog, benoemd tot militaire directeur en hoofdinspecteur van de militaire spoorwegen van de Noordelijke staten. Hij organiseerde hier het vaste transport van materieel en personeel, wat een cruciale rol speelde in onder andere de mars van generaal William Sherman naar Atlanta, waarbij zo'n 100.000 man en 60.000 dieren werden getransporteerd. De succesvolle reorganisatie en het beheer van de spoorwegen leverde McCallum een promotie tot generaal-majoor. Na de burgeroorlog ging McCallum grotendeels met pensioen, waarbij hij nog incidenteel optrad als raadgevend ingenieur voor onder andere de Atlantic and Great Western Railroad en de Union Pacific Railroad.
McCallum schreef ook een reeks gedichten. Het bekendste is getiteld "Lights on the Bridge" (Licht op de brug), dat hij schreef kort voor zijn dood voor zijn vriend, Sam Campbell, een collega-spoorwegingenieur, die werd vermoord in 1842.
McCallum behield na zijn dood enige bekendheid als architect en bruggenbouwer, als generaal van Amerikaanse Burgeroorlog, en als dichter. In 1952 werd zijn managementwerk herontdekt door Alfred D. Chandler, Jr., een professor in bedrijfsgeschiedenis aan de Harvard Business School, en sindsdien geldt McCallum als een van de pioniers op het gebied van de bedrijfskunde.

## Werk

### Ontwerp van spoorbruggen

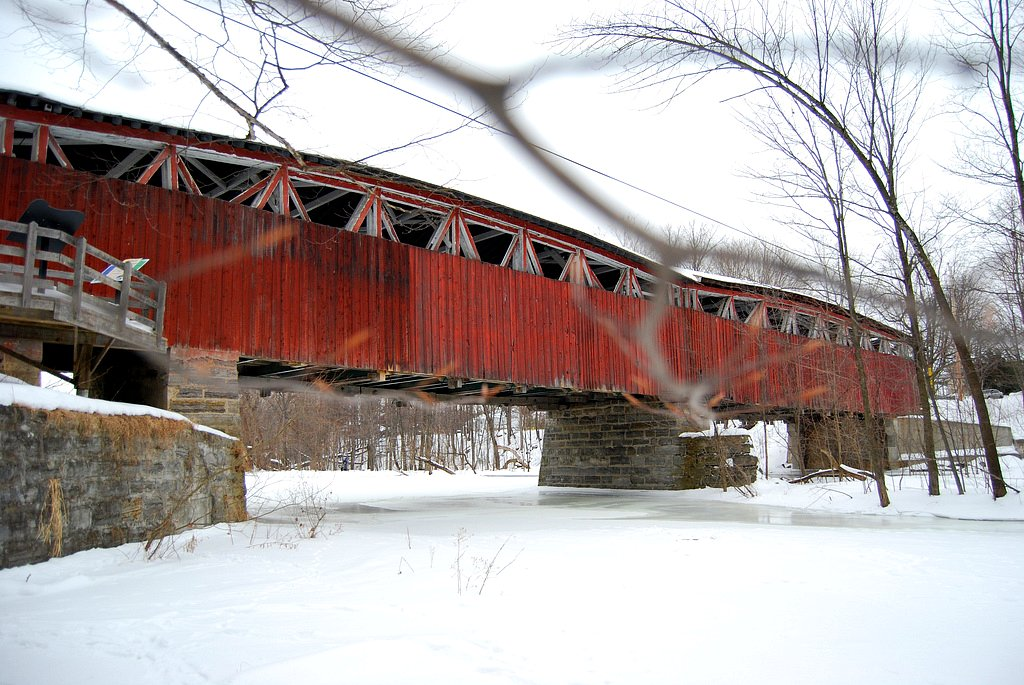
Percy's overdekte brug uit 1861 in het Canadese Quebec.

McCallum ontwikkelde de zogenaamde McCallum stargebogen spant, de gebogen balk boven in de brugconstructie over de lengte van de brug. Deze constructie maakte de brug veel stijver, waardoor deze veel zwaardere lading kon dragen dan eerdere ontwerpen. De constructie werd veel toegepast in houten spoorwegbruggen in de VS en Canada gedurende de tweede helft van de 19e eeuw. De komst van stalen bruggen maakte een eind aan de toepassing van zijn unieke ontwerp.
Het enige overgeleverde voorbeeld is de Percy Covered Bridge uit 1861 in het Canadese Quebec, die tegenwoordig dienstdoet als auto- en voetgangersbrug. Deze brug kruist de Chateauguay Rivier ergens tussen de gemeenten Elgin en Hinchinbrooke.
Deze brug werd gebouwd als onderdeel van de noordelijke expansie, waarbij de regio werd gekoloniseerd. Toen er in het begin van de twintigste eeuw meer autoverkeer kwam, is de brug omgebouwd. De brug is nu de oudste nog bestaande spoorbrug in Canada, en wordt bezien als een historisch monument in het Canadese Quebec.

### Systeem van organisatie

New York and Erie Railroad in 1855.

The New York and Erie Railroad strekte zich in McCallums tijd uit over zeven van de Staten van de Verenigde Staten en liep van New York tot voorbij Chicago. Als algemeen opzichter moest hij leiding gaan geven aan een geografisch sterk gespreide organisatie, en dit bleek een heel nieuwe problematiek van leiding en organisatie op te roepen. Zoals veel spoorwegmaatschappijen uit die tijd, had de spoorwegmaatschappij grote problemen met productiviteit en efficiency. Deze problemen waren voor een deel te wijten aan grootschaligheid. McCallum was echter van mening, dat dit niet lag aan de schaalgrootte, maar het systeem van management. Zo stelde hij:
Een opzichter van een spoorlijn van vijftig kilometer lengte kan zijn onderneming zijn persoonlijke aandacht geven, en kan daarbij constant op de lijn aanwezig zijn en betrokken zijn bij het leidinggeven in alle details; iedere persoon kan hem persoonlijk bekend zijn, en alle vragen of zaken kunnen direct besproken en aangepakt worden; en ieder systeem, hoe gebrekkig dan ook, zal onder dergelijke omstandigheden redelijk succesvol zijn.
In het bestuur van een spoorlijn van vijfhonderd kilometer bestaat er een geheel verschillende status quo. Ieder systeem, dat werkbaar bleek over een kortere afstand, zal volkomen ontoereikend zijn voor de eisen voor grotere afstanden. En ik ben er volledig van overtuigd, dat het echte geheim van het falen ligt in de juiste aanpassing en zorgvuldig doorvoering van vereisten van een systeem, dat is geperfectioneerd in details; en dit is dat het verschil in de kosten per kilometer bij lange en korte trajecten, niet ligt in het verschil in afstand, maar in de mate waarin het toegepaste systeem is geperfectioneerd.
McCallum onderkende een zogenaamd systeem van organisatie en bestuur. De methoden van bestuur van kleinere spoorlijnen kwamen volgens hem overeen met de methoden in kleine fabrieken. De kleinere spoorwegen behaalden in die tijd een hogere productiviteit en efficiency, en dat zette hem aan het denken over nieuwe algemene organisatieprincipes.

### Organisatiestructurering

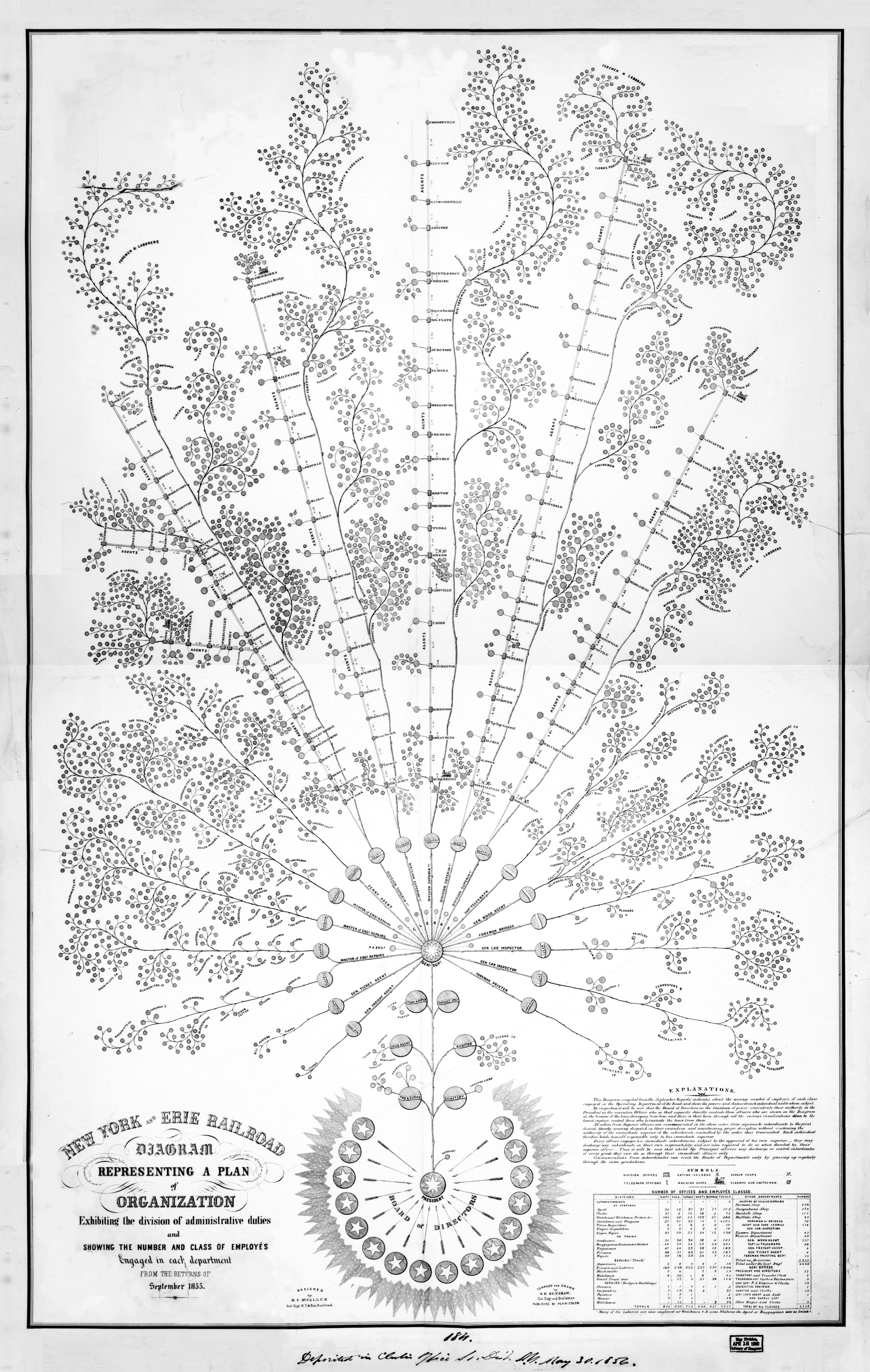
Organisatieschema van de New York and Erie Railroad van McCallum uit 1855. De organisatie was verdeeld in vijf regio's met elk een functionele opdeling.

Als algemeen opzichter begon McCallum met de invoering van een nieuw systeem om de overbelasting van managers te vermijden. De spoorweg werd verdeeld in geografische divisies van werkbare grootte. Bij iedere divisie werd een hoofdopzichter aangesteld, die verantwoordelijk werd gesteld voor de gang van zaken in zijn divisie. Zij dienden gedetailleerde rapporten te maken voor het hoofdkantoor, waarmee McCallum dan weer algemene beleidslijnen kon uitzetten voor de specifieke divisies.
Met deze nieuwe structuur werden de gezagslijnen helder geformuleerd van hoofdopzichters naar ondergeschikten, en van hoofdopzichters naar het hoofdkantoor. Er vormde zich hierbij voor het eerst in een industriële onderneming een middenkader. Hierbij werden voor de verschillende functies in de organisatie expliciet verantwoordelijkheden en bevoegdheden geformuleerd. Nieuw in dit systeem van delegeren was ook, dat de bevoegdheden die iemand kreeg toebedeeld gekoppeld werd aan de verantwoordelijkheid die hij had gekregen. In 1856 beschreef McCallum dit geheel van organisatie in het jaarverslag aan de algemene directeur. De gezagslijnen in de organisatie legde hij vast in een organisatieschema. Hij was daarmee volgens Chandler (1952) de eerste die dit schema binnen het bedrijfsleven toepaste.
Dankzij de invoering van deze geografische gespreide organisatie wist de Erie Railroad net zo'n hoge effectiviteit te bereiken als kleine spoorwegmaatschappijen. Deze systematiek werd dan ook snel overgenomen door andere spoorwegmaatschappijen, onder andere door John Edgar Thomson van de Pennsylvania Railroad, die mede daardoor uitgroeiden tot een van de grootste industriële ondernemingen van hun tijd.

## Militaire loopbaan
- Colonel:
- Brevet Brigadier General of volunteers: 24 september 1864
- Brevet Major General: 13 maart 1865
- Ontslag: 31 juli 1866

## Publicaties
- 1859. McCallum's inflexible arched truss bridge explained and illustrated
- 1861. Military railroads, 1861-1867: general orders, instructions and reports. United States. War Dept.
- 1862. Soldiers' marching song: "Our country and our home." Air--"John Brown". 4 pag.
- 1866. Reports of Bvt. Brig. Gen. D. C. McCallum: director and general manager of the military railroads of the United States, and [of James B. Fry] the provost marshall general. Met James Barnet Fry. United States. Military Railroad Dept.
- 1870. The Water Mill and Other Poems. Brooklyn, N.Y.: Particulier uitgegeven.